# 351 v. Chr.
Portal Geschichte | Portal Biografien | Aktuelle Ereignisse | Jahreskalender | Tagesartikel

◄ |
5. Jahrhundert v. Chr. |
4. Jahrhundert v. Chr. |
3. Jahrhundert v. Chr. |
►

◄ | 370er v. Chr. | 360er v. Chr. | 350er v. Chr. | 340er v. Chr. |
330er v. Chr. |
►

◄◄ | ◄ | 354 v. Chr. | 353 v. Chr. | 352 v. Chr. | 351 v. Chr. |
350 v. Chr. |
349 v. Chr. |
348 v. Chr. |
► |
►►

## Ereignisse

### Römische Republik
- Gaius Sulpicius Peticus und Tiberius Quinctius Pennus Capitolinus Crispinus werden römische Konsuln.
- Erstmals wird das Amt des römischen Censors an einen Patrizier und einen Plebejer vergeben. Der Patrizier ist Gnaeus Manlius Capitolinus Imperiosus, der Plebejer Gaius Marcius Rutilus.
- Die Römische Republik erobert Etrurien/Tuszien, das in der Toskana gelegen ist.

### Griechenland

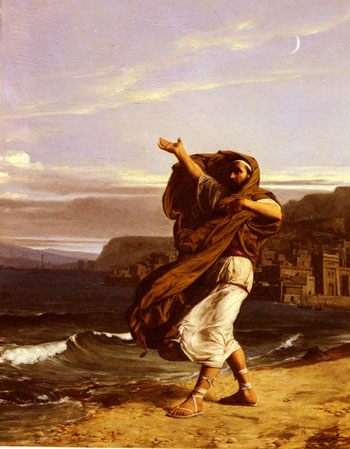
Jean Lecomte du Nouÿ: Demosthenes übt sich im Reden (1870)

- Der athenische Politiker Demosthenes hält die erste seiner Reden gegen Philipp II. (Philippika).
- Auf der Halbinsel Chersones kommt es zu Kämpfen zwischen den Athenern unter Charidemos und den Makedoniern. Auch Selymbria ist mit Athen verbündet.

### Perserreich
- Die Revolte des bereits seit 412 v. Chr. praktisch unabhängigen Ägypten weitet sich nach Osten aus: Auch Syrien, Phönizien und Zypern erheben sich gegen den persischen Großkönig Artaxerxes III.
- Vahe wird neuer König von Armenien.

- 351/350 v. Chr.: Idrieus wird nach dem Tod seiner Schwester Artemisia II. Satrap von Karien. Er herrscht gemeinsam mit seiner Schwester und Ehegattin Ada.

## Gestorben
- Hipparinos, Tyrann von Syrakus (* um 385 v. Chr.)
- Vahan, König von Armenien
- 351/350 v. Chr.: Artemisia II., Königin von Karien